# Escilacosàurids
Els escilacosàurids (Scylacosauridae) són una família extinta de sinàpsids terocèfals basals que tingueren una amplíssima distribució durant el Permià mitjà, fa entre 259,5 i 266,9 milions d'anys. Se n'han trobat restes fòssils a Rússia i Sud-àfrica. Eren animals grossos, amb el crani de 20-30 cm de llargada, i les seves dents fan pensar que tenien una dieta carnívora. Estaven dotats de dents de sabre. A diferència de l'altre gran clade de terocèfals basals, els licosúquids, tenien el musell llarg i prim.